# Álex de la Iglesia
Pour les articles homonymes, voir Iglesia.
Álex de la Iglesia, né le 4 décembre 1965 à Bilbao, est un réalisateur, scénariste et producteur de cinéma espagnol.

## Biographie

### Débuts
Diplômé d'une licence de philosophie de l'université de Deusto, il commence à dessiner de courtes histoires dans les fanzines No, el fanzine maldito et Metacrilato, ainsi que des revues comme Trokola, Burdinjaun et La Ría del Ocio.
Il fait ses débuts au cinéma comme décorateur pour les courts-métrages Mama (1988), réalisé par Pablo Berger, et Todo por la pasta (1991), d'Enrique Urbizu. Il avait déjà travaillé pour ce dernier auparavant, en réalisant l'affiche du long-métrage Tu novia está loca (1988).

### Premier long-métrage
Il réalise son premier court-métrage en 1991, Mirindas asesina. Le film capte l'attention de Pedro Almodóvar. À travers sa société de production, El Deseo, ce dernier lui propose de financer son premier long-métrage, Action mutante (1993).

### La consécration
En 1995, son film Le Jour de la bête reçoit six prix Goya, dont celui de meilleur réalisateur. Cette comédie horrifique est devenue culte au point d'être inscrite au programme de l'agrégation d'espagnol. Le film a également propulsé la carrière de Santiago Segura, acteur principal du long-métrage.
Cette consécration amorce la renommée internationale d'Álex de la Iglesia et une longue série de longs-métrages ; plus d'une quinzaine, entre productions internationales (Perdita Durango, Crimes à Oxford) et films espagnols. Au cours de sa carrière, il a dirigé de grands acteurs espagnols, comme Javier Bardem, Carmen Maura ou Eusebio Poncela, et même internationaux, à l'instar de James Gandolfini, Elijah Wood, John Hurt ou Salma Hayek.
En 2009, il succède à Ángeles González-Sinde, qui est nommée ministre de la culture, à la présidence de l'Académie du Cinéma Espagnol, l'instance qui délivre les Prix Goya, équivalents des Césars français. En 2011, il quitte cette fonction de façon fracassante pour protester contre la récente loi Sinde, version atténuée de l'Hadopi française, et consacre son discours de clôture de la Cérémonie des Goya, le 14 février, à une défense d'Internet dans l'économie culturelle.
En 2013, il sort Les Sorcières de Zugarramurdi un long-métrage tourné entre la France et l'Espagne avec Hugo Silva, Mario Casas et Macarena Gomez.
En 2014, il produit Musarañas, un film noir sur l'agoraphobie avec Macarena Gomez et Nadia de Santiago
En 2020, la société de production qu'il dirige aux côtés de Carolina Bang, Pokeepsie Films, s'associe avec Prime Video pour lancer The Fear Collection, une collection cinématographique de genre qui rassemblera plusieurs films d'horreur et fantastiques. Le premier d'entre eux, Veneciafrenia (2021), réalisé par Alex de la Iglesia, est suivi de Venus, réalisé par Jaume Balagueró et dont la sortie est annoncée pour 2022,.

### Télévision
Álex de la Iglesia s'est aussi aventuré dans la télévision en dirigeant plusieurs sketchs pour les émissions El peor programa de la semana et Inocente Inocente. Il crée aussi la série Plutón BRB Nero (2008), avec Jorge Guerricaechevarría, Pepón Montero et Juan Maidagán, pour TVE.
Sa série 30 Coins, écrite avec Jorge Guerricaechevarría, est diffusée sur HBO Espagne depuis le 20 novembre 2020.

### Autres médias
En 2022, il publie la campagne "La broma macabra" en espagnol pour le jeu de rôle L'appel de Cthulhu, traduit en français en 2023 sous le titre "Farce macabre", aux éditions Edge Studio.

## Style
Très porté sur l'humour noir, le fantastique ou la science-fiction décalée, Álex de la Iglesia se dit influencé par Alfred Hitchcock, "le Peter Jackson de la première époque" , Jean-Pierre Jeunet et Marc Caro.  

## Filmographie

### Réalisateur

#### Longs métrages
Álex de la Iglesia est scénariste de tous ses films.
- 1993 : Action mutante (Acción mutante)
- 1995 : Le Jour de la bête (El día de la bestia)
- 1997 : Perdita Durango
- 1999 : Mort de rire (Muertos de risa)
- 2000 : Mes chers voisins (La comunidad)
- 2002 : 800 Balles (800 balas)
- 2004 : Le Crime farpait (Crimen ferpecto)
- 2006 : La Chambre du fils (La habitación del niño) (TV)
- 2008 : Crimes à Oxford (The Oxford Murders)
- 2010 : Balada triste (Balada triste de trompeta)
- 2011 : Un jour de chance (La chispa de la Vida)
- 2013 : Les Sorcières de Zugarramurdi (Las brujas de Zugarramurdi )
- 2014 : Messi
- 2015 : Mi gran noche
- 2017 : Pris au piège (El bar)
- 2017 : Perfectos desconocidos
- 2022 : Veneciafrenia
- 2022 : El cuarto pasajero

#### Séries télévisées
- 2008 - 2009 : Plutón BRB Nero[19]
- 2020 -... : 30 Coins (30 monedas)
- 2024 : 1992

### Producteur
- 2002 : 800 balles (800 balas)
- 2004 : Le Crime farpait (Crimen ferpecto)
- 2014 : Shrew's Nest (Musarañas)
- 2018 : Banco (70 binlandes) de Koldo Serra
- 2018: Errementari de Paul Urkijo

## Distinctions
Balada triste de trompeta
- 2012 :  Association des critiques de cinéma argentins - Condor d'argent du meilleur film ibéroaméricain (en)
- 2011 :  Prix Goya des meilleurs effets spéciaux : Reyes Abades et Ferran Piquer
- 2011 :  Prix Goya des meilleurs maquillages et coiffures : José Quetglás, Pedro Rodríguez[Lequel ?], Nieves Sánchez
- 2010 :  67e Mostra de Venise - Lion d'argent du meilleur réalisateur et Osella d'argent du meilleur scénario : Álex de la Iglesia

Crimes à Oxford
- 2009 :  Prix Goya du meilleur montage : Alejandro Lázaro
- 2009 :  Prix Goya de la meilleure musique originale : Roque Baños
- 2009 :  Prix Goya de la meilleure direction de production : Rosa Romero
- 2009 :  Cinema Writers Circle Award de la Meilleure musique : Roque Baños
- 2008 :  Festival du film espagnol de Nantes - Prix du public

Le Crime farpait
- 2005 :  Festival du film policier de Cognac - Prix « Première »
- 2005 :  Festival du film policier de Cognac - Grand prix

800 balles
- 2003 :  Prix Goya des meilleurs effets spéciaux : Juan Ramón Molina, Félix Bergés, Rafa Solorzano
- 2003 :  Festival du cinéma espagnol de Toulouse Midi-Pyrénées (Cinespaña) - Meilleure musique : Roque Baños
- 2002 :  Prix Ondas du Meilleur acteur : Sancho Gracia

Mes chers voisins
- 2001 :  Festival du film policier de Cognac - Prix du jury
- 2001 :  Festival du film policier de Cognac - Prix des lecteurs de CinéLive
- 2001 :  Fotogramas de Plata du meilleur film espagnol
- 2001 :  Fotogramas de Plata de la Meilleure actrice : Carmen Maura
- 2001 :  Spanish Music Award - Meilleure musique : Roque Baños
- 2001 :  Prix Goya des meilleurs effets spéciaux : Félix Bergés, Raúl Romanillos, Pau Costa, Julio Navarro
- 2001 :  Festival Internacional de Cinema de Comedia de Peñíscola - Meilleur réalisateur

Morts de rire
- 1999 :  Festival Internacional de Cinema de Comedia de Peñíscola - Meilleur acteur : El Gran Wyoming
- 1999 :  Festival Internacional de Cinema de Comedia de Peñíscola - Meilleur acteur : Santiago Segura

Perdita Durango
- 1998 :  Festival International du Film Fantastique, de Science-Fiction et Thriller de Bruxelles (BIFFF) - Mention spéciale du Jury international
- 1998 :  Fantafestival - Meilleure actrice : Rosie Perez
- 1998 :  Fantafestival - Meilleur film

Le Jour de la bête
- 1996 :  Prix Goya des meilleurs effets spéciaux : Reyes Abades, Juan Tominic , Manuel Horrillo
- 1996 :  Festival International du Film Fantastique, de Science-Fiction et Thriller de Bruxelles (BIFFF) - Corbeau d'or
- 1996 :  Festival International du Film Fantastique, de Science-Fiction et Thriller de Bruxelles (BIFFF) - Méliès d'or
- 1996 :  Festival International du Film Fantastique, de Science-Fiction et Thriller de Bruxelles (BIFFF) - Méliès d'Argent
- 1996 :  Festival de Gérardmer / Fantastic'Arts - Grand prix
- 1996 :  Prix Goya du meilleur réalisateur

Reconnaissance
- En 2020, il reçoit la Médaille d'or du mérite des beaux-arts, décernée par le Ministère de la Culture espagnol[20].

#### Sur Alex de la Iglesia
- (fr) Le jeune cinéma espagnol des années 90 à nos jours / Erwann Lameignère. Biarritz : Séguier, 2003, 198 p.  (ISBN 2-84049-365-9)
- (fr) Le cinéma espagnol des années 90 : rencontres du cinéma espagnol 2003 / CRINI ; Dolores Thion Soriano-Molla (éd.) ; Chriystelle Fortineau (coord.). Nantes : CRINI : Université de Nantes, 2003, 156 p. (Voix off ; 4).  (ISBN 2-86939-193-5)
- (en) Alternative Europe : Eurotrash and exploitation cinema since 1945 / ed. by Ernest Mathijs & Xavier Mendik ; foreword by Jean Rollin. London ; New York : Wallflower, 2004, 269 p. (Alterimage).  (ISBN 1-903364-93-0)
- Alex de la Iglesia : la passion de tourner : entretiens / avec Jesus Angulo et Antonio Santamarina ; publ. Cinémathèque basque, Festival du cinéma espagnol de Nantes, Institut basque Etxepare. Pertuis : Rouge profond, 2014, 379 p. (coll. "Raccords").  (ISBN 978-2-915083-72-9)

#### Œuvres adaptées
- Mathématiques du crime / Guillermo Martinez ; trad. Eduardo Jiménez. Paris : NIL, 2004, 267 p.  (ISBN 2-84111-313-2). Rééd. Paris : Robert Laffont, 2008, 266 p. (Pavillons poche).  (ISBN 978-2-221-11058-4)
- Perdita Durango : quinze degrés et temps pluvieux (59° & raining : the story of Perdita Durango) / Barry Gifford ; trad. Jean-Paul Gratias. Paris : Rivages, 1991, 287 p. (La vie sauvage de Sailor et Lula. ; 2) (Rivages-thriller).  (ISBN 2-86930-475-7). Rééd. Paris : Rivages, 1992, 294 p. (Rivages-noir ; 140).  (ISBN 2-86930-585-0)